# Марко Тоља
Марко Тоља (Ријека, 3. јул 1984) хрватски је певач.

## Музичка каријера

### 1984–2005: Рани живот и образовање
Марко Тоља рођен је 3. јула 1984. године у Ријеци од мајке Кораљке и оца Дарка Тоље.  Прва музичка искуства Тоља је стицао код свог стрица Давора, који је певао у хрватској електропоп групи Денис & Денис.  Године 1995. у дуету са Леном Стојиљковић наступио је на дечијем фестивалу Микић и освојио прво место са композицијом „Ча смо ми“.  Током основне школе похађао је и музичку школу Иван Матетић Роњгов у Ријеци.  Од 2001. до 2006. певао је у разним клапама са којима је наступао широм Хрватске на разним клапским фестивалима. 

### 2006–2008: Почеци каријере
Почетком 2006. Тоља је започео соло каријеру.  Његов дебитантски сингл "Партила је мала" објављен је у лето 2006. године и такмичио се на 36. фестивалу Мелодије Истре и Кварнера.  "Deja Vu" је објављен као његов други сингл почетком и наступио је на Дори 2007.  Убрзо након тога, објавио свој деби студијски албум Старе добре ствари. 2008. је добио Порина за најбољег новог извођача. 

### 2009–2010: Звијезде пјевају иВријеме брише истину
Године 2009. појављује се као такмичар у трећој сезони Звијезде пјевају. Партнер у емисији била му је хрватска глумица Кристина Крепела и испали су у полуфиналу.  Његов други студијски албум Вријеме брише истину изашао је 1. маја 2009.  Исте године Тоља је покушао да представља Хрватску на Песми Евровизије 2009, али није успео да се пласира у финале Доре 2009. са песмом „Странци“. 

### 2011–2015:Љубав у бојииСрца отворена
На додели Порина 2010. Тоља осваја своју другу награду у категорији најбољег мушког вокалног извођења.  2010. године са Тамаром Лос поново се појављује у емисији Звијезде пјевају где освајају другу награду и 2011. године са партнерком Наташом Јањић.  Крајем 2011. појављује се у емисији Плес са звијездама, и осваја је са својом плесном партнерком Аном Херцег.  11. октобра 2012. изашао је трећи студијски албум Љубав у боји.  Његов први дечји албум Срца отворена је објављен 2014. године и био је номинован за награду Порин у категорији Најбољи дечји албум 2015. 

### 2016–данас:Тишина
Тоља је 16. новембра 2018. објавио свој пети студијски албум Тишина.  Албум садржи истоимену песму која је ушла у првих 20 на 15. листи ХР Топ 40.  Годину дана касније, Тоља је објавио сарадњу са Мијом Димшић под називом „Сва блага овог свијета“.  Песма је заузела прво место на хрватској листи емитовања и постала Тољина прва песма којој је то успело.  2020. године постиже још један врх топ листе са песмом "Од Божића до Божића", у дуету са Тончијем Хуљићем. 

## Дискографија

### Албуми
- Старе добре ствари (2007)
- Вријеме брише истину (2009)
- Љубав у боји (2012)
- Срца отворена (2014)
- Тишина (2018)

### Синглови
| "Било би боље"                                                                          | 2016 | 33 | Тишина |
| "Тишина"                                                                                | 2018 | 15 | Тишина |
| "Заплесале су сјене"                                                                    | 2018 | 17 | Тишина |
| "Све што нисам ја"                                                                      | 2019 | 10 |        |
| "Сва блага овог свијета" (са Миом Димшић)                                               | 2019 | 1  |        |
| "Још један дан"                                                                         | 2019 | 15 |        |
| "О теби овисан"                                                                         | 2020 | 3  |        |
| "Од Божића до Божића" (са Тончијем Хуљићем)                                             | 2020 | 1  |        |
| "Буди будна"                                                                            | 2021 | 14 |        |
| „Нисмо знали боље“                                                                      | 2023 | 2  |        |
| „—“ означава издања која нису била на топ листама или нису објављена на тој територији. |      |    |        |